# Дусти
Дусти (на таджикски: Дусти) е град в Таджикистан, административен център на Кумсангирски район, Хатлонска област. Населението на града през 2016 година е 17 100 души (по приблизителна оценка).

## Население
| Година | Население |
| ------ | --------- |
| 1989   | 8886      |
| 2000   | 6000      |
| 2007   | 12 300    |
| 2010   | 14 471    |
| 2016   | 17 100    |